# Лідери ескадрених міноносців типу «Паркер»
Лідери ескадрених міноносців типу «Паркер» (англ. Parker-class flotilla leader) або відомі як лідери есмінців типу «Удосконалений Марксман» (англ. improved Marksman-class leaders) — клас військових кораблів з 6 лідерів ескадрених міноносців, що випускалися британськими суднобудівельними компаніями у 1915—1917 роках. Вони були названі на честь відомих історичних морських лідерів Британської імперії, за винятком «Анзака», який був названий на честь армійського корпусу Австралії та Нової Зеландії, що бився у Першій світовій війні. Лідери цього типу входили до складу Королівських військово-морських флотів Великої Британії та Австралії й використовувалися до початку Другої світової війни.

## Лідери ескадрених міноносців типу «Паркер»
| № | Корабель   | Номер вимпелу           | Виготовлювач                          | На честь        | Закладено         | Спущено        | У строю           | Статус                                                             |
| - | ---------- | ----------------------- | ------------------------------------- | --------------- | ----------------- | -------------- | ----------------- | ------------------------------------------------------------------ |
| 1 | «Паркер»   | H71, G75, G95, F10      | Cammell Laird, Беркенгед              | Пітер Паркер    | 19 червня 1915    | 17 серпня 1916 | 13 листопада 1916 | 15 листопада 1921 року списаний на брухт                           |
| 2 | «Гренвіль» | G61, G85, G75, G95, F54 | Cammell Laird, Беркенгед              | Річард Гренвіль | 19 червня 1915    | 17 червня 1916 | 11 жовтня 1916    | 17 грудня 1931 року проданий на брухт                              |
| 3 | «Гост»     |                         | Cammell Laird, Беркенгед              | Вільям Гост     | 1 липня 1915      | 16 серпня 1916 | 13 листопада 1916 | 21 грудня 1916 року затонув унаслідок зіткнення з есмінцем «Негро» |
| 4 | «Сеймур»   | G00, G20, D09, F19, H15 | Cammell Laird, Беркенгед              | Джордж Сеймур   | 23 листопада 1915 | 31 серпня 1916 | 30 листопада 1916 | 7 січня 1930 року проданий на брухт                                |
| 5 | «Сумарез»  | G3A, G25, G45, F00, H08 | Cammell Laird, Беркенгед              | Джеймс Саумарез | 2 березня 1916    | 14 жовтня 1916 | 21 грудня 1916    | 8 січня 1931 року проданий на брухт                                |
| 6 | «Анзак»    | F61, G60, G50, G70, G90 | William Denny and Brothers, Дамбартон | АНЗАК           | 31 січня 1916     | 11 січня 1917  | 24 квітня 1917    | 7 травня 1936 року затоплений як корабель-мішень                   |